# Virgilia (djur)
Virgilia är ett släkte av insekter. Virgilia ingår i familjen Lophopidae.
Kladogram enligt Catalogue of Life:
| Virgilia | \| \| Virgilia luzonensis \| \| \| \| \| \| Virgilia nigropicta \| \| \| \| |
|          | \| \| Virgilia luzonensis \| \| \| \| \| \| Virgilia nigropicta \| \| \| \| |
|          | Virgilia luzonensis                                                         |
|          |                                                                             |
|          | Virgilia nigropicta                                                         |
|          |                                                                             |